# إدغار بيرمان
إدغر ف. بيرمان (بالإنجليزية: Edgar F. Berman)‏ جراح أمريكي ومؤلف ( تُوفي عام 1987).
ذكر إدغر عام 1970 أن النساء غير قادرات على تولي مناصب قيادية بسبب «اختلالات هرمونية» على حد قوله.
زرع المريء البلاستيكي في شخص وأجرى عملية زرع قلب لكلب.

## حياته وعمله
ولد بيرمان في بالتيمور بولاية ماريلاند. حضر كلية مدينة بالتيمور، وجامعة ميريلاند (كوليج بارك) وكلية الطب بجامعة ماريلاند.
كان بيرمان في قوات المشاة البحرية للولايات المتحدة خلال الحرب العالمية الثانية، وخدم في آيوو جيما وغوام. في عام 1950، زرع أول مريء بلاستيكي إلى شخص. في عام 1957، قام بعملية زرع قلب لكلب.
كان بيرمان رئيس ميديكو، وهي منظمة تشارك في الرعاية الصحية في البلدان النامية، من 1959 إلى 1965. وفي الفترة من 1964 إلى 1969 كان الطبيب الشخصي لنائب الرئيس هيوبرت همفري.
في عام 1970، ذكر بيرمان بشكل مثير للجدل أن النساء غير قادرات على تولي مناصب قيادية بسبب «اختلالات هرمونية». وبعد هذا الكلام أُجبر على الاستقالة من منصبه في اللجنة الوطنية للأولويات الوطنية التابعة للجنة الوطنية الديمقراطية. وقد دحضه زعماء الحركة النسائية.
خدم بيرمان في مجلس إدارة مؤسسة الرعاية العامة لمدة 20 عاما.

## وفاته
تقاعد بيرمان في لوثيرفيل، ماريلاند. كتب خمسة كتب لـ يو إس إيه توداي
توفي في 25 نوفمبر 1987 في مستشفى سيناء في بالتيمور بسبب نوبة قلبية.